# Negosiana dualis
Negosiana dualis är en insektsart som beskrevs av Delong 1942. Negosiana dualis ingår i släktet Negosiana och familjen dvärgstritar. Inga underarter finns listade i Catalogue of Life.